# ام‌وی آی‌دی اینتگریتی
ام‌وی آی‌دی اینتگریتی (به انگلیسی: MV ID Integrity) یک کشتی است که طول آن ۱۸۶ متر (۶۱۰ فوت) می‌باشد. این کشتی  در سال ۱۹۹۶ ساخته شد.